# Décès en 1267
Décès
- 1263
- 1264
- 1265
- 1266
- 1267
- 1268
- 1269
- 1270
- 1271

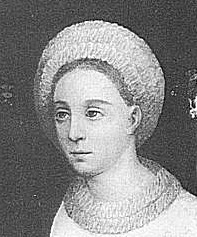
Agnès du Palatinat, morte en 1267.

Cette page dresse une liste de personnalités mortes au cours de l'année 1267 :
- 17 mars : Pierre de Montreuil, architecte français.
- 31 août : Jean Ier de Chalon, comte de Chalon, comte d'Auxonne et seigneur de Charolais, puis sire de Salins et régent du comté de Bourgogne.
- 23 septembre : Béatrice de Provence, comtesse de Provence et de Forcalquier.
- 9 octobre : Othon III de Brandebourg, margrave de Brandebourg avec son frère Jean Ier.
- novembre : Hugues II de Chypre, roi de Chypre et de Plaisance d'Antioche.
- 6 novembre : Poppo von Osterna, 9e grand maître de l'ordre Teutonique.
- 14 décembre : Casimir Ier de Cujavie, duc de Cujavie, de Ląd, de Wyszogród, de Sieradz, de Łęczyca et de Dobrzyń.

- Agnès du Palatinat, duchesse de Bavière.
- Chakna Dorjé, enseignant impérial de Kubilai Khan de la dynastie Yuan mongole, siégeant au Temple Zhenjue à Pékin.
- Constantin Ier Bardzabertsi, Catholicos de l'Église apostolique arménienne.
- Sylvestre Guzzolini, religieux italien, fondateur de l'ordre des Sylvestrins.
- Mathilde de Brabant, comtesse de Hollande.
- Vincent de Beauvais, frère dominicain français, auteur, entre autres, d'une célèbre encyclopédie.

date incertaine (vers 1267)
- Raimond II Trencavel, membre de la maison Trencavel.

## Crédit d'auteurs
- Cet article est partiellement ou en totalité issu de l'article intitulé « 1267 » (voir la liste des auteurs).